# Parre
Parre est une commune italienne de la province de Bergame, dans la région de la Lombardie.
Cette commune possède un oppidum, qui aurait été l'un des principaux centres de la tribu celte des Orobiens.

## Administration
| Période                                  | Période  | Identité          | Étiquette                      | Qualité |
| ---------------------------------------- | -------- | ----------------- | ------------------------------ | ------- |
| 14 juin 2004                             | En cours | Francesco Ferrari | Lega Nord - Lista Civica Parre |         |
| Les données manquantes sont à compléter. |          |                   |                                |         |

### Hameaux
Ponte Selva, Sant' Alberto, Martorasco.

### Communes limitrophes
Ardesio, Clusone, Piario, Ponte Nossa, Premolo, Villa d'Ogna.